# Galileo Galilei (Schiff, 1963)
Die Galileo Galilei war ein 1963 fertiggestelltes Linienpassagierschiff der italienischen Reederei Lloyd Triestino für den besonders von europäischen Auswanderern genutzten Dienst von Genua nach Australien. Nach ihrer Ausmusterung im April 1976 und einem umfangreichen Umbau zum Kreuzfahrtschiff im Oktober 1977 fuhr sie als Galileo für die Italian Line und Chandris. 1990 wurde das Schiff als Meridian die erste Einheit von Celebrity Cruises. 1999 ging das zwei Jahre zuvor verkaufte und in Sun Vista  umbenannte Schiff nach einem Brand im Maschinenraum, dessen Ursache nicht genau geklärt werden konnte, unter.

## Planung und Bau

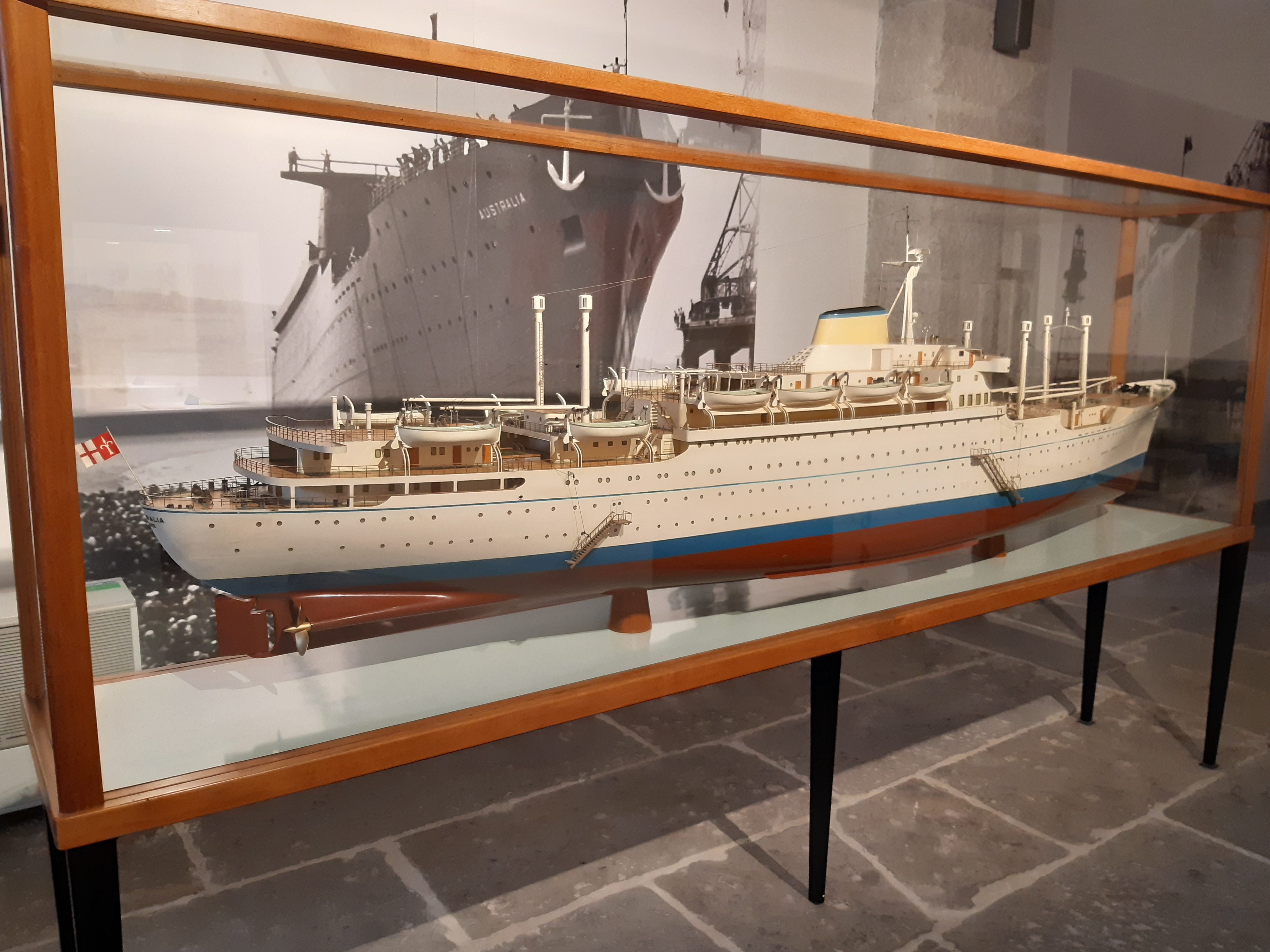
Modell der Australia, gemeinsam mit ihren Schwesterschiffen Vorgängerin der Galileo Galilei auf der Australien-Route

Die Galileo Galilei und ihr Schwesterschiff Guglielmo Marconi wurden für den Dienst von Genua nach Australien konstruiert und sollten die größten je gebauten Schiffe der italienischen Reederei Lloyd Triestino werden. Der Lloyd Triestino verlor im Zweiten Weltkrieg einen Großteil seiner Flotte. Der Liniendienst nach Australien wurde ab 1951 zunächst von den Schwesterschiffen Australia, Oceania und Neptunia bedient. Große Neubauten britischer Reedereien wie die Oriana und die Canberra konkurrierten in den Jahren darauf jedoch mit den weitaus kleineren italienischen Schiffen.
Die Kiellegung der Galileo Galilei und ihrem Schwesterschiff erfolgte am 8. September 1960 in der Werft von Cantieri Riuniti dell’Adriatico in Monfalcone, zeitgleich zum Baubeginn der noch größeren (jedoch erst 1965 in Dienst gestellten) Einheiten Michelangelo und Raffaello der Italian Line.
Anders als die extravaganten (und nie wirklich profitablen) Konkurrenten Michelangelo und Raffaello war die Galileo Galilei auf Wirtschaftlichkeit ausgelegt und den damaligen Ansprüchen an ein Passagierschiff auf der zu dieser Zeit stark frequentierten Route nach Australien angepasst. In den Nachkriegsjahren warb die australische Regierung um Auswanderer aus Europa, wodurch auf dieser Strecke wachsender Bedarf an Schiffen bestand, die eine hohe Zahl eben jener Auswanderer befördern konnten.
Die Galileo Galilei entstand unter der Baunummer 1862, der Stapellauf des neuen Flaggschiffs der Reederei Lloyd Triestino erfolgte am 2. Juli 1961. Taufpatin der Galileo Galilei war Bianca Rosa Fanfani, Frau des damaligen italienischen Ministerpräsidenten Amintore Fanfani. Im März 1963 konnte das Schiff an den Lloyd Triestino abgeliefert werden.

## Dienstzeit

### Galileo Galilei
Am 23. März 1963 absolvierte die Galileo Galilei schließlich ihre Jungfernfahrt, eine Kreuzfahrt im Mittelmeer. Am 22. April folgte dann die erste planmäßige Linienfahrt des Schiffes von Genua nach Australien. Im November 1963 ergänzte das Schwesterschiff Guglielmo Marconi die Galileo Galilei auf dieser Route. Anfangs fuhren die Schiffe ausschließlich durch den Sueskanal, später auch durch den Panamakanal. 
Beide Schiffe waren bis zur Ölkrise 1973 erfolgreich im Dienst. Die Ölkrise führte jedoch, zusätzlich zu der immer größeren Konkurrenz durch Linienflugzeuge, zu sinkenden Passagierzahlen. Am 13. Januar 1975 lief die Galileo Galilei an der Küste von Westafrika auf Grund und musste zur Reparatur zu ihrem Heimathafen Genua zurückkehren. Im April 1977 wurde das Schiff schließlich ausgemustert.
Ab Oktober 1977 wurde die Galileo Galilei in Palermo zu einem Kreuzfahrtschiff umgebaut und am 24. März 1979 für die neu gegründete Reederei Italia Crociere (einem Ableger der Italian Line) in Dienst gestellt. Die zuvor für den Liniendienst bestehende Trennung der Passagiere in Erster Klasse und Touristenklasse fiel weg. Nach nur wenigen Fahrten stellte die Italian Line den Kreuzfahrtdienst bereits jedoch wieder ein, das Schiff war ab September 1979 in Genua aufgelegt. 1980 stellte die Italien Line ihren Passagierdienst endgültig ein.

### Galileo

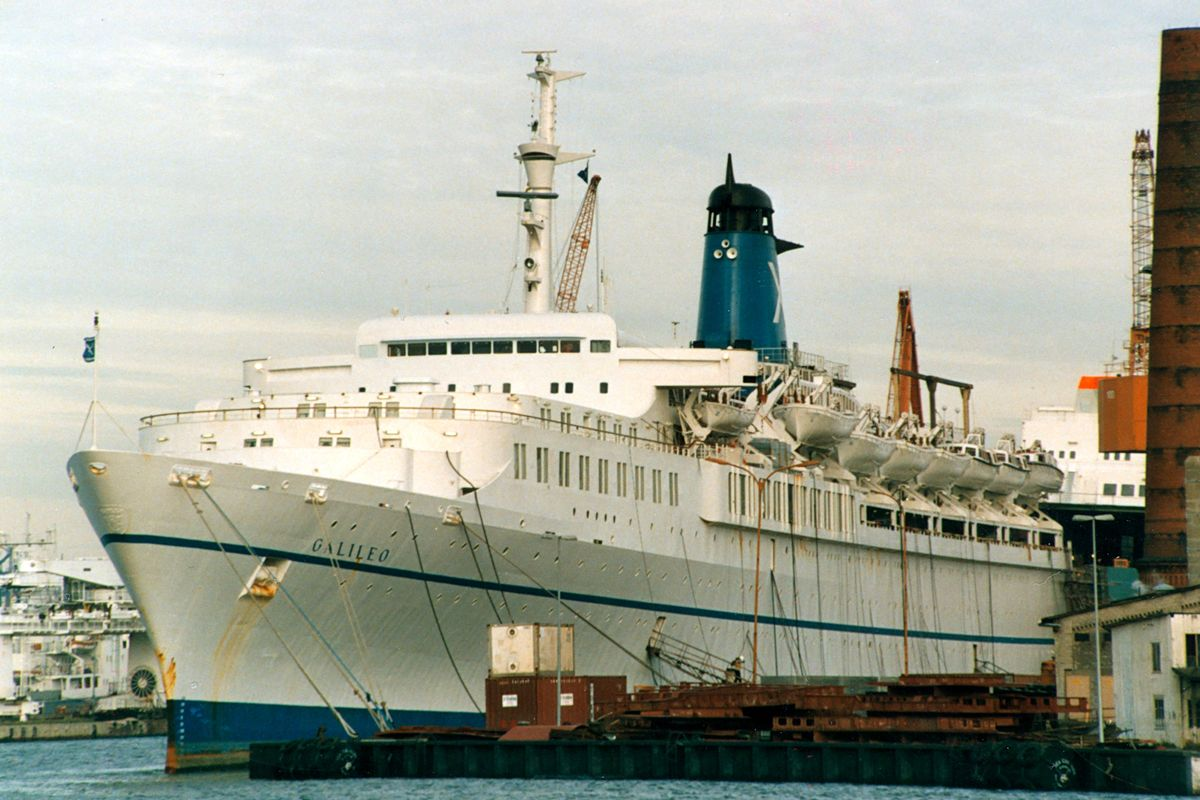
Die Galileo 1989 in Bremerhaven

Nach vier Jahren Aufliegezeit wurde die Galileo Galilei 1983 von der griechischen Reederei Chandris gekauft und in Galileo umbenannt. Anschließend erhielt sie in Genua einen Umbau mit zusätzlichen Aufbauten, was ihr Aussehen stark veränderte.
Ab 1984 wurde das Schiff für Kreuzfahrten in der Karibik eingesetzt. Nachdem die Home Lines 1988 von der Holland-America Line übernommen worden war und den Betrieb eingestellt hatte, beschloss Chandris, eine neue Reederei als Ersatz zu gründen. Die Galileo wurde daraufhin nach ihrer Ankunft im Oktober 1989 auf der Lloyd-Werft in Bremerhaven modernisiert und mit zusätzlichen Kabinen ausgerüstet. Der Umbau war bis Februar 1990 beendet.

### Meridian

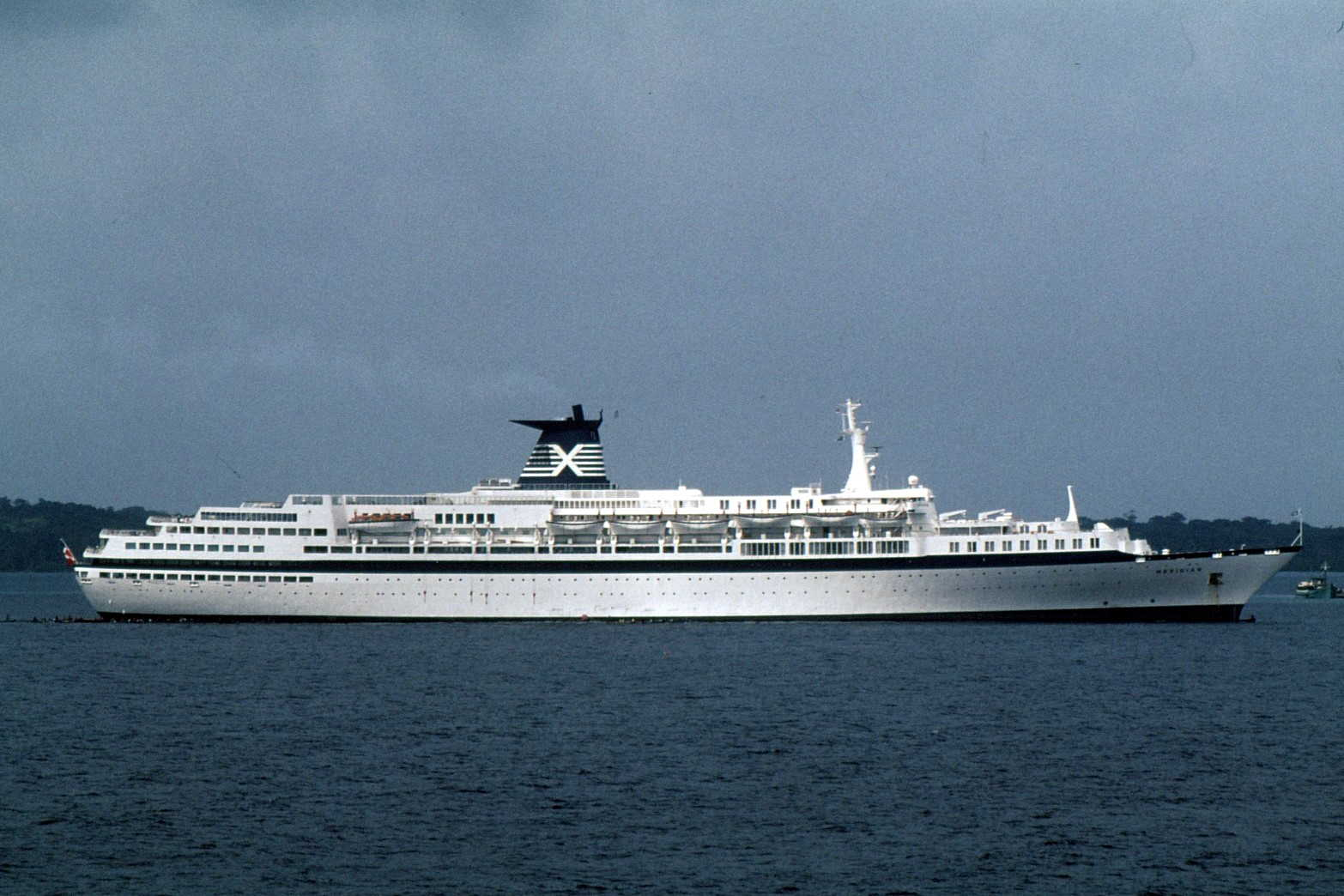
Als Meridian auf den San-Blas-Inseln, Dezember 1993

Am 1. März 1990 nahm das Schiff schließlich unter dem neuen Namen Meridian als erste Einheit der von Chandris neugegründeten Celebrity Cruises den Dienst auf und stand erneut vorwiegend in der Karibik im Einsatz. Ausgangshafen der meisten Reisen war Port Canaveral. Die Meridian erwies sich für die Reederei als äußerst erfolgreich, nach der Indienststellung der Neubauten Horizon (1990) und Zenith (1992) war die das Schiff jedoch schon bald das mit Abstand kleinste und älteste in der wachsenden Flotte.
1997 wurde die Aktienmehrheit der Celebrity Cruises von der Royal Caribbean International erworben und Chandris behielt eine Minderheitsbeteiligung. Die neue Führung modernisierte daraufhin die Flotte mit weiteren Neubauten, nachdem ab 1995 bereits die Einheiten der Century-Klasse den Dienst aufnahmen. Sie verkaufte daher die Meridian an die neugegründete Reederei Sun Cruises.

### Sun Vista
Die Meridian wurde in Sun Vista umbenannt und in der Straße von Malakka eingesetzt. Sie war die einzige Einheit der in Singapur ansässigen Reederei Sun Cruises. Das Schiff erwies sich aufgrund der Konkurrenz von weitaus größeren Reedereien wie Star Cruises als nicht sehr erfolgreich.

## Der Untergang
Am 20. Mai 1999 brach auf dem Weg von Phuket nach Singapur aus unbekannter Ursache ein Brand im Maschinenraum der Sun Vista aus. Das nun antriebslose Schiff wurde kurz darauf evakuiert. Alle 472 Passagiere und 672 Besatzungsmitglieder konnten gerettet werden. Obwohl der Schaden am Schiff nicht sonderlich hoch schien und sich der Brand nur auf den Maschinenraum beschränkte, bekam die Sun Vista in der Nacht zum 21. Mai Schlagseite und sank wenig später gegen 01:21 Uhr. Die genaue Untergangsursache konnte nicht geklärt werden. Die Reederei Sun Cruises meldete wenig später Insolvenz an und wurde aufgelöst.

## Das Wrack
Das Wrack der Sun Vista liegt bis heute in etwa 33 bis 64 Metern Tiefe, 40 Meilen westlich von Penang, auf Position 4° 37′ 1″ N, 99° 54′ 6″ O und ist ein beliebtes Ziel für Wracktaucher, befindet sich jedoch mitten auf einem Schifffahrtsweg. Zudem behindern schlechte Sichtverhältnisse und Strömungen Tauchgänge zum Wrack.